# Ostashkov

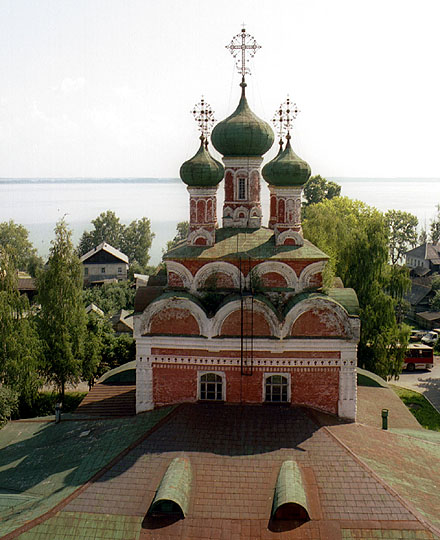
Catedral ortodoxa de Ostashkov (1689) perto do Lago Seliger

Ostashkov (em russo:  Оста́шков) é uma cidade e o centro administrativo do distrito de Ostashkovsky no Tver Oblast, Rússia, localizada 199 quilômetros a oeste de Tver, em uma península na margem sul do Lago Seliger. Possuía uma população de 18 088 habitantes em 2010, 20 660 em 2002; e 27 401 em 1989.

## História
A ilha de Klichen foi mencionada pela primeira vez em uma carta enviada pelo Grão-Duque Algirdas da Lituânia ao Patriarca Ecumênico de Constantinopla em 1371. A ilha foi saqueada por piratas Novgorod vários anos mais tarde, dois dos habitantes sobreviventes de Klichen, Ostashko e Timofey, mudaram-se para o continente, onde fundaram as aldeias de Ostashkovo e Timofeyevo, respectivamente. A primeira pertencia ao Patriarcado de Moscou, e a último, ao mosteiro de Joseph-Volokolamsk. Em 1770, duas aldeias se uniram formando a cidade de Ostashkov.
Ostashkov é comumente considerada como uma das melhores cidades do interior da Rússia. As ruas principais foram dispostas em estilo neoclássico.
O conhecido Mosteiro Nilov está localizado na ilha de Stolbny, cerca de 10 km ao norte de Ostashkov. Era o lugar do Ostashkov Special Camp da NKVD onde cerca de 6 300 policiais poloneses e prisioneiros de guerra foram mantidos antes da sua execução em Tver. Outros prisioneiros eram mantidos em Kozielsk, na região de Smolensk e foram executados nos mesmos dias, no que é hoje conhecido como o massacre de Katyn.